# Sánchez Vara
Francisco Javier Sánchez Vara conocido como Sánchez Vara en los carteles (Guadalajara, 18 de julio de 1979) es un torero español.

## Biografía
Se formó en la Escuela Taurina Marcial Lalanda de Madrid. Debutó en público en Torrejón de Ardoz el 22 de julio de 1993 junto a Raúl Cervantes y Raúl de la Puebla y novillos de la ganadería Nuria Aguirre. Debutó de novillero con picadores en Benidorm el 21 de enero de 1996 junto a José Moreno y Alberto José Martín. Novillos de la ganadería de Lydia y Verónica Teruel. Fue presentado en Madrid el 11 de julio de 1996 junto a Carlos Pacheco y José Olivencia con novillos de la ganadería de Ángel Teruel.
Tomó la alternativa en Sacedón el 30 de agosto de 2000 siendo su padrino Luis Francisco Esplá y de testigo El Fandi con toros de la ganadería Soto de la Fuente. Confirmó la alternativa en Las Ventas el 7 de septiembre de 2003 teniendo de padrino a Domingo Valderrama y de testigo, Alberto Manuel con toros de la ganadería de Alonso Moreno. Debutó en Francia en 2004 en Châteaurenard y en 2005 en Colombia en Choachí. A lo largo de su carrera ha toreado en varias ocasiones en Las Ventas toreando también fuera de España en localidades como Ales (Francia) o Palca (Perú)